# Sternotomis fairmairei
Sternotomis fairmairei là một loài bọ cánh cứng trong họ Cerambycidae.